# Siegmund Stiefel
Siegmund Stiefel (* 31. Juli 1879 in Hochhausen; † 1. Oktober 1940 in Brandenburg an der Havel) war ein deutscher Architekt. Er stammte aus einem jüdischen Elternhaus der jüdischen Gemeinde Hochhausen und starb als Opfer der Krankenmorde in der Zeit des Nationalsozialismus in der Tötungsanstalt Brandenburg.

## Leben
Siegmund Stiefel wurde als Sohn eines Weinhändlers in Hochhausen bei Tauberbischofsheim geboren. Er wuchs in Frankfurt am Main auf.
Nach Studium, Referendariat und Staatsexamen im Baufach arbeitete er zunächst als Regierungsbaumeister (Assessor in der öffentlichen Bauverwaltung) in Königsberg in Ostpreußen, verließ den Staatsdienst aber offensichtlich bald wieder. In den 1920er Jahren war er als freiberuflicher Architekt in Fulda tätig. Dort war sein Bruder Edwin Mitbegründer und Teilhaber des Maschinenbauunternehmens Klein & Stiefel, und er errichtete dort insbesondere für den Bruder und dessen Mitgesellschafter Wilhelm Klein Fabrikgebäude, Unternehmervillen und zahlreiche Miethäuser.
Am 25. September 1940 wurde Siegmund Stiefel aus der Landesheilanstalt Marburg in die Heil- und Pflegeanstalt Gießen und von dort am 1. Oktober 1940 in die Tötungsanstalt Brandenburg in Brandenburg an der Havel deportiert. Noch am selben Tag wurde er dort getötet.

## Schriften (Auswahl)
- ab 1910: Fabrikgebäude für die Maschinenfabrik Klein & Stiefel in Fulda, An Vierzehnheiligen (1979 verkauft an Eika Kerzen)
- 1924: Villa für Edwin Stiefel in Fulda, Kurfürstenstraße 22 (aus künstlerischen, wissenschaftlichen und städtebaulichen Gründen unter Denkmalschutz)[5]
- 1924–1925: Wohnhaus für Wilhelm Klein in Fulda (neoklassizistisch; aus geschichtlichen und künstlerischen Gründen unter Denkmalschutz)[6]

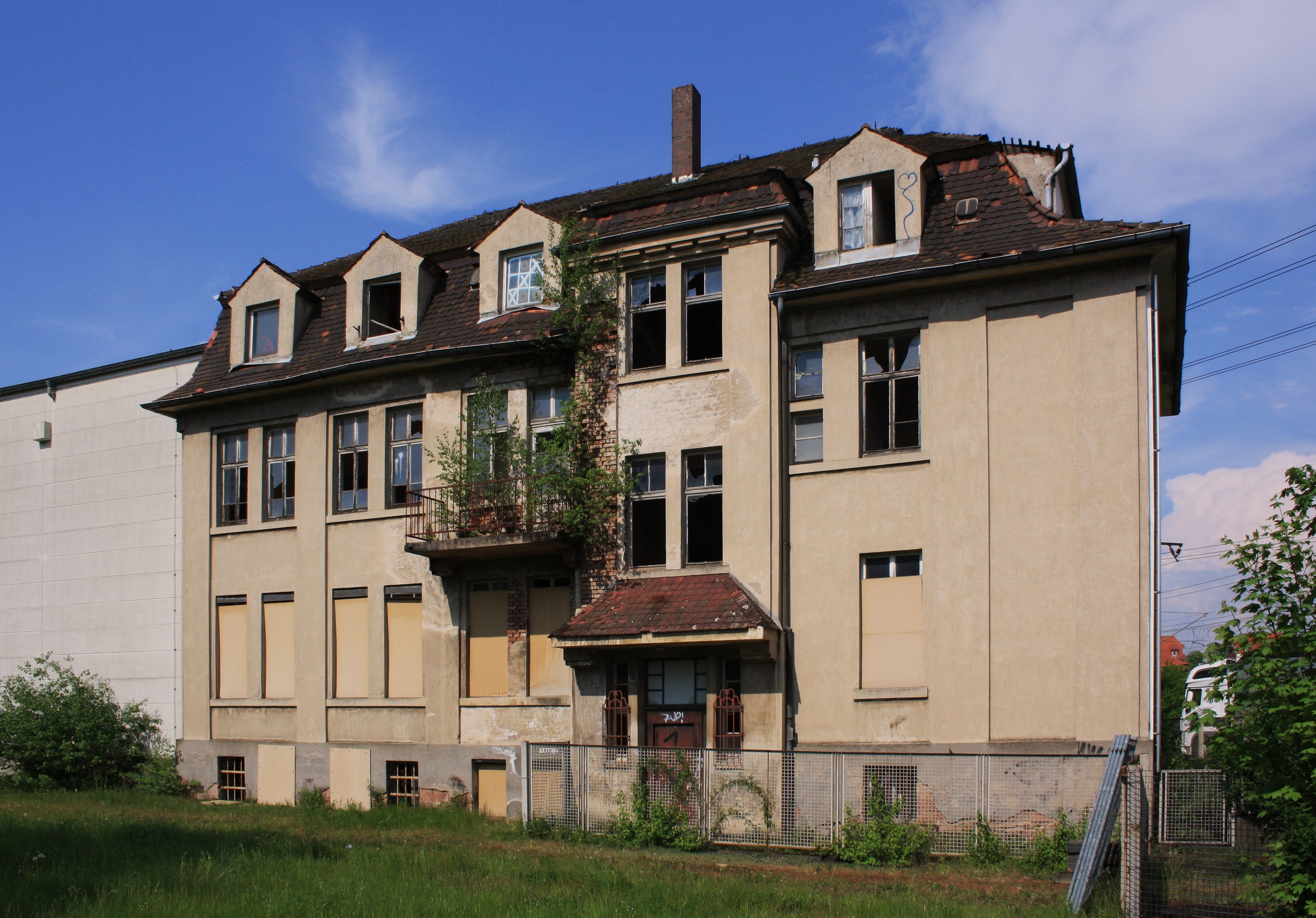
Ehemaliges Verwaltungsgebäude Klein & Stiefel (2016)
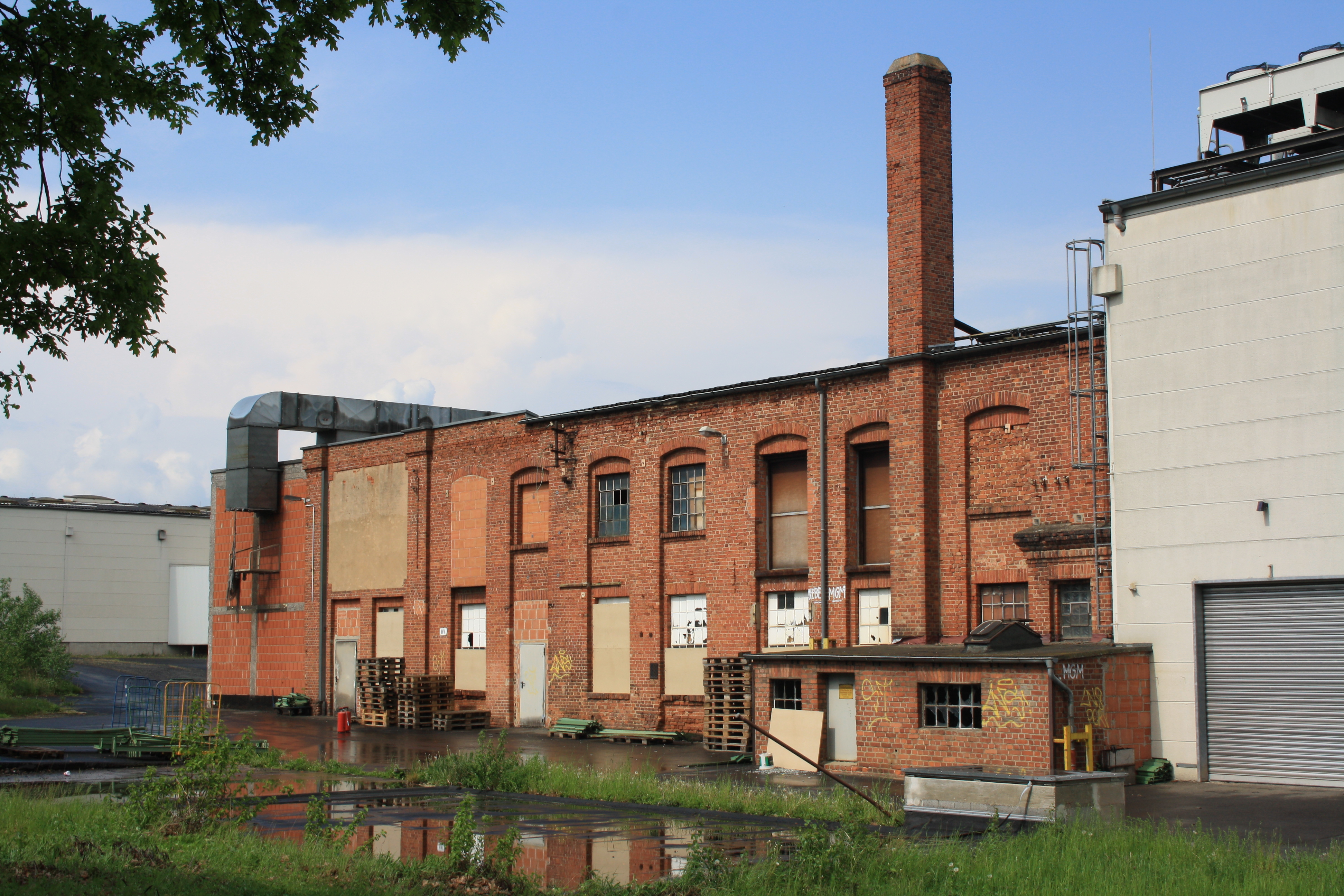
Ehemalige Kranhalle Klein & Stiefel (2016)